# 프랑스의 유로 주화
프랑스의 유로 주화는 세 가지 종류의 디자인을 사용하고 있다. 주화에는 유럽 연합의 상징인 12개의 별과 발행 연도 그리고 프랑스의 공식 명칭인 "프랑스 공화국"(프랑스어: République Française)을 뜻하는 프랑스어 약칭인 "RF"가 쓰여져 있다.
1, 2, 5유로센트 주화는 파비안 쿠르티아드(프랑스어: Fabienne Courtiade)가, 10, 20, 50유로센트 주화는 로랑 조리오(프랑스어: Laurent Jorio)가 디자인하였으며 1, 2유로 주화는 조아킹 지메네즈(프랑스어: Joaquin Jimenez)가 디자인하였다.
1, 2, 5유로센트 주화에는 프랑스의 상징인 마리안이 그려져 있다. 10, 20, 50유로센트 주화에는 씨 뿌리는 여인이 그려져 있는데 이는 프랑스의 옛 통화인 프랑 주화에서 따온 디자인이기도 하다. 1, 2유로 주화에는 육각형에 둘러싸인 나무가 그려져 있는데 육각형은 프랑스의 국토를, 나무는 생명·연속성·성장을 의미한다.
프랑스 정부는 2022년이 프랑스가 유럽 연합 이사회 의장국을 맡는 해, 유로 도입 20주년을 맞이하는 해라는 점을 고려하여 1, 2유로 주화 디자인 앞면을 수정할 계획이라고 밝혔다. 이 계획은 2021년 7월 26일에 유럽 연합 이사회의 승인을 받았다. 2021년 12월 16일에는 2022년부터 프랑스에서 새로 주조될 1, 2유로 주화 디자인이 대중에 공개되었다. 2022년부터 발행된 프랑스의 1, 2유로 주화에는 참나무와 올리브나무 디자인이 추가되었는데 참나무는 힘을, 올리브나무는 평화를 의미한다.
2023년 12월 1일에는 프랑스의 유로 주화 주조를 담당하는 정부 소유 기관인 파리 조폐국이 2024년부터 프랑스에서 새로 주조될 10, 20, 50유로센트 주화 디자인을 공개했다. 2024년 3월 6일부터 발행된 이들 주화에는 씨 뿌리는 여인과 함께 프랑스의 여성 위인 3명의 초상화가 그려져 있는데 10유로센트 주화에는 시몬 베유, 20유로센트 주화에는 조세핀 베이커, 50유로센트 주화에는 마리 퀴리의 초상화가 각각 그려져 있다.

## 프랑스의 유로 주화 디자인
| € 0.01 | € 0.02                                                                                 | € 0.05                                                                             |
| --- | -------------------------------------------------------------------------------------- | ---------------------------------------------------------------------------------- |
| |                                                                                        |                                                                                    |
| 프랑스의 상징인 마리안 |                                                                                        |                                                                                    |
| € 0.10 | € 0.20                                                                                 | € 0.50                                                                             |
| |                                                                                        |                                                                                    |
| 1999년 ~ 2023년: 씨 뿌리는 여인 2024년 ~ 현재: 시몬 베유의 초상화와 씨 뿌리는 여인 | 1999년 ~ 2023년: 씨 뿌리는 여인 2024년 ~ 현재: 조세핀 베이커의 초상화와 씨 뿌리는 여인 | 1999년 ~ 2023년: 씨 뿌리는 여인 2024년 ~ 현재: 마리 퀴리의 초상화와 씨 뿌리는 여인 |
| € 1.00 | € 2.00                                                                                 | € 2 주화 모서리                                                                    |
| |                                                                                        | 2와 별 2개                                                                         |
| 1999년 ~ 2021년: 육각형에 둘러싸인 나무와 프랑스의 나라 표어인 자유, 평등, 우애(Liberté Egalité Fraternité) 2022년 ~ 현재: 육각형에 둘러싸인 참나무, 올리브나무와 프랑스의 나라 표어인 자유, 평등, 우애(Liberté Egalité Fraternité) |                                                                                        |                                                                                    |